# Фіґоль Володимир
Володи́мир Фі́ґоль (3 серпня 1911, Коломия — 27 грудня 1999, Слоутсбург) — український католицький священник.

## Життєпис
Родом з Коломиї, син о. Івана Фіґоля.
Студіював у Львівській богословській академії й Інсбруцькому університеті, де здобув ступінь доктора теології. З 1936 року викладав гомілетику і догматику в Богословській академії. Заарештований совітською владою 1945 р.
У 1956 р. звільнений з сибірських таборів, зміг повернутися лише у Литву, де працював у лоні Римо-католицької церкви Литви. Був сповідником, відправляв Служби Божі. На початку 1990-х переїхав до США. Працював на парафії в м. Гантер (1990–1999). Помер в м. Слоутсбург, Нью-Йорк 27 грудня 1999 року. Похований на українському католицькому цвинтарі Святого Духа у Кампбелл-Голл (Гемптонбурґ, округ Оранж, штат Нью-Йорк).
Автор праць в журналі «Богословія» про церковні братства і «Учительное євангеліє» Кирила Транквіліона-Ставровецького.